# Szomorú vasárnap
»Szomorú vasárnap« (»Otožna nedelja«) je madžarska pesem iz leta 1933, ki jo je zložil skladatelj Rezső Seress, besedilo pa napisal László Jávor. 
Kako je pesem nastajala in katera je bila izvirna različica besedila, je nejasno. Po eni od različic je Seress najprej zložil melodijo za klavir v c-molu, ki je spočetka izšla le kot notni zapis, pozneje pa dobila prirejeno Jávorovo besedilo. Po drugi različici je prva obstajala Jávorova pesem, ki jo je Seress uglasbil.
Jávorovo besedilo govori o žalosti ob smrti ljubljenega dekleta in upanju na srečanje v posmrtnem življenju. Ta različica je postala najbolj znana in na njej temelji večina poznejših priredb. Obstaja alternativno besedilo z naslovom »Vége a világnak« (»Sveta je konec«): to besedilo ni ljubezensko, temveč opisuje človeško krivičnost in strahote vojne, končuje pa se s prošnjo Bogu za odpuščanje sodobnemu svetu in ljudem, ki tonejo v greh. Po nekaterih trditvah je to Seressovo prvotno besedilo, napisano v duhu velike depresije in vzpona fašizma na Madžarskem, po drugih pa je nastalo šele med ali po drugi svetovni vojni.
Pesem je prvi leta 1935 posnel Pál Kálmar. Naslednjega leta sta izšla dva različna prevoda v angleščino – »Gloomy Sunday« – Desmonda Carterja in Sama M. Lewisa. Slednjega je s svojo izvedbo najbolj popularizirala Billie Holiday leta 1941. Njeno besedilo je bilo v primerjavi z madžarskim izvirnikom precej svobodno in dodali so mu tretjo kitico, v kateri se vse izkaže zgolj za sanje.
Pesem je na Madžarskem in zunaj nje znana tudi po zaslugi urbanih legend o številnih ljudeh, ki naj bi po poslušanju te pesmi storili samomor. Po poročanju časopisov naj bi bilo v 30. letih dvajsetega stoletja na Madžarskem vsaj 17 samomorov, ki bi jih bilo mogoče povezati s pesmijo »Szomorú vasárnap«. Večine teh povezav ni mogoče zanesljivo potrditi. K nastanku urbanih legend je verjetno pripomoglo splošno veliko število samomorov v 30. letih zaradi družbenih dejavnikov kot lakote in revščine. Med drugo svetovno vojno je BBC prepovedal predvajanje pesmi, ker naj bi bila škodljiva za vojno moralo. Prepoved so ukinili leta 2002. Obstajajo navedbe o prepovedih tudi na drugih radijskih postajah in krajih, za katere pa obstaja malo dokazov.
Januarja 1968, 35 let po nastanku pesmi, je samomor storil njen avtor Rezső Seress.
Vlado Kreslin je posnel priredbo pesmi v slovenščini z naslovom »Bela nedelja«.